# Istalif
Istâlif (dari : استالف) est un bourg situé à environ 47 kilomètres au nord de Kaboul, dont 7 kilomètres de pistes.
Naguère réputé pour les poteries vernissées de couleur bleues ou vertes que l'on y fabriquait, pour le charme de ses jardins et la qualité des fruits (notamment des raisins) que l'on y récoltait.
Déjà bombardé du temps des soviétiques, le bourg a été détruit maison par maison par les talibans, ses habitants étant considérés comme favorables au Commandant Massoud.
La réhabilitation est bien avancée. Il y avait en 2002 trois ou quatre magasins dans le bazar qui en compte désormais une soixantaine dont de nombreux magasins de poteries. L'année 2012 verra le remplacement de la piste par une route goudronnée, d'importants travaux de terrassements ayant lieu en 2011.
L'empereur moghol Babour raconte dans ses Mémoires, le Bâbour Nâhmeh, qu'il aimait venir se reposer dans les jardins d'Istâlif où il faisait installer sa tente pour y deviser, boire du vin et même consommer du Ma'joun (du haschich) avec quelques-uns de ses familiers…
En 1964, les membres du comité de rédaction de la nouvelle constitution afghane finalisèrent leurs travaux dans une propriété à Istalif, d'où le nom de "constitution d'Istâlif" que l'on a parfois donné à ce texte.